# Lórév
Lórév là một thị trấn thuộc hạt Pest, Hungary. Thị trấn này có diện tích 9,88 km², dân số năm 2010 là 312 người, mật độ 32 người/km².